# اريك ماكلين
اريك ماكلين هو عازف بيانو ومؤرخ كندي، ولد في 25 سبتمبر 1919، وتوفي في 19 أغسطس 2002.